# Eva-Maria Auch
Eva-Maria Auch (* 21. September 1955 in der Lutherstadt Eisleben) ist eine deutsche Historikerin, die auf die Neueste Geschichte der Südkaukasusregion spezialisiert ist. Sie war von 2010 bis 2021 Inhaberin des Stiftungslehrstuhls „Geschichte Aserbaidschans“ am Institut für Geschichtswissenschaften der Humboldt-Universität zu Berlin.

## Biografie
Eva-Maria Auch wurde 1955 in der Lutherstadt Eisleben geboren. Nach dem Abitur und der Vorbereitung auf das Auslandsstudium in Halle studierte sie von 1974 bis 1979 an der Universität Baku (damals Aserbaidschanische SSR) Arabistik und Islamwissenschaft, in Leipzig legte sie zudem 1981 ein Zusatzdiplom als Übersetzerin ins Russische ab. 1985 folgte eine Promotion im Fach Neuere und Neueste Geschichte an der Ernst-Moritz-Arndt-Universität Greifswald (EMAU), Thema war „Historische Voraussetzungen, Verlauf und Ergebnisse der libyschen Fatih-Revolution unter besonderer Berücksichtigung des Islam in Gesellschaftskonzeption und Innenpolitik ihrer Führungskräfte (1969–1983)“. Danach war sie bis 1991 wissenschaftliche Assistentin am Lehrstuhl für Osteuropäische Geschichte der EMAU und absolvierte ein Zusatzstudium für Hochschulpädagogik.
An der EMAU Greifswald erlangte sie 1991 die Lehrerlaubnis (Facultas Docendi) für Osteuropäische Geschichte. Von 1992 bis 1995 war sie Geschäftsführende Assistentin am Historischen Institut der EMAU Greifswald. Im Auftrag des DAAD lehrte sie von 1998 bis 2003 an der Westlichen Universität Baku, von der sie 1999 die Ehrendoktorwürde erhielt. Mit einer Schrift über Identitätswandel in gesellschaftlichen Transformationsprozessen der muslimischen Ostprovinzen Südkaukasiens (Ende 18. bis Anfang des 20. Jahrhunderts) erfolgte im Jahr 2000 ihre Habilitation an der Rheinischen Friedrich-Wilhelms-Universität Bonn und sie bekam die Venia legendi für das Fach Osteuropäische Geschichte verliehen. Anschließend lehrte sie bis 2007 als Privatdozentin am Bonner Seminar für Osteuropäische Geschichte. Zwischenzeitlich war sie auch als Gastprofessorin an den Universitäten Münster, Düsseldorf, Tübingen und Gießen tätig. 2007 wurde sie zur außerplanmäßigen Professorin an der Universität Bonn ernannt.
2010 wurde sie Professorin für „Geschichte Aserbaidschans“ am Institut für Geschichtswissenschaften der Humboldt-Universität zu Berlin. Nach ihrem Ausscheiden im September 2021 wird der Lehrstuhl nicht weitergeführt.

## Kritik
Da ihre Stelle an der Humboldt-Universität von der aserbaidschanischen Botschaft finanziert wurde, geriet Eva-Maria Auch in Kritik, dem aserbaidschanischen Regime unter İlham Əliyev zu nahe zu stehen. Einige regimetreue Studenten waren an ihrem Lehrstuhl beschäftigt bzw. promovierten bei ihr. Des Weiteren ist sie im Kuratorium des Deutsch-Aserbaidschanischen Forums. Auch wurde sie für ihre Reise nach Aserbaidschan im April 2021 nach dem militärischen Sieg über Armenien anlässlich eines internationalen Expertenforums zur Zukunft Karabachs kritisiert. Sie selbst bestreitet, dass die aserbaidschanische Botschaft Einfluss auf die Arbeit ihres Lehrstuhls genommen hätte – so seien auch Oppositionelle eingeladen worden – und sieht die Verknüpfung mit den Aserbaidschan-Skandalen als „gezieltes Konstrukt gegen jegliche Wissensvermittlung über Aserbaidschan in Deutschland“.

## Publikationen
Monographien
- „Ewiges Feuer“ in Aserbaidschan. Ein Land zwischen Perestrojka, Bürgerkrieg und Unabhängigkeit (= Berichte des Bundesinstituts für ostwissenschaftliche und internationale Studien, 1992,8). BOIS, Bonn 1992.
- Aserbaidschan. Demokratie als Utopie? (= Berichte des Bundesinstituts für ostwissenschaftliche und internationale Studien, 1994,33). BOIS, Bonn 1994.
- Öl und Wein am Kaukasus. Deutsche Forschungsreisende, Kolonisten und Unternehmer im vorrevolutionären Aserbaidschan. Reichert, Wiesbaden 2001, ISBN 3-89500-236-4.
- Muslim, Untertan, Bürger. Identitätswandel in gesellschaftlichen Transformationsprozessen der muslimischen Ostprovinzen Südkaukasiens. Reichert, Wiesbaden 2004, ISBN 3-89500-237-2.
- Historische Voraussetzungen, Verlauf und Ergebnisse der libyschen Fatih-Revolution unter besonderer Berücksichtigung der Gesellschaftskonzeption und Innenpolitik ihrer Führungskräfte (1969–1983). Dissertation, Universität Greifswald 1984.
- Die Aserbaidschanische Demokratische Republik (1918–1920). Das erste Jahr in Dokumenten. Verlag Dr. Kovač, Hamburg 2019, ISBN 978-3-339-10746-6.
- Deutsche im multikulturellen Umfeld Südkaukasiens. Ergon-Verlag, Würzburg 2017, ISBN 978-3-95650-240-8.
- Muslimisch-aserbaidschanische Eliten der Region Karabach zwischen Modernisierung und politischen Umbrüchen. Stiftung für die Wissenschaftsentwicklung, Baku 2017, ISBN 978-9952-516-06-7.
- Deutsche Winzer im multikulturellen Umfeld Aserbaidschans. Erinnerungsbericht des Julius Vohrer (1887–1979). Gebrüder Vohrer, Berlin 2011, ISBN 978-3-9814384-0-6.

Herausgeberin
- Lebens- und Konfliktraum Kaukasien. Gemeinsame Lebenswelten und politische Visionen der kaukasischen Völker in Geschichte und Gegenwart. Edition Barkau, Großbarkau 1996, ISBN 3-928326-11-2.
- „Barbaren“ und „weiße Teufel“. Kulturkonflikte und Imperialismus in Asien vom 18. bis zum 20. Jahrhundert. Schöningh, Paderborn 1997, ISBN 3-506-70402-8.

Aufsätze
- Chorgesang im historischen Kontext von kulturellen Topographien von Schichten der Identitätsstiftung und Entwicklungsproblemen der Zivilgesellschaft. Die Sicht der osteuropäischen Geschichte. In: Erik Fischer (Red.): Chorgesang als Medium von Interkulturalität. Formen, Kanäle, Diskurse. Steiner, Stuttgart 2007, ISBN 978-3-515-09011-7, S. 369–377.
- Zwischen Anpassung und kultureller Selbstbehauptung. Anfänge einer neuen Identitätssuche unter aserbaidschanischen Intellektuellen und das Entstehen einer neuen Öffentlichkeit am Beispiel von Theater und Musik zwischen 1875 und 1905. In: Jahrbuch Aserbaidschanforschung. Beiträge aus Politik, Wirtschaft, Geschichte und Literatur. Bd. 2, 2008, S. 119–147, ISSN 1864-1679.
- Zwischen Weinreben, Kupferminen und Bohrtürmen. Deutsche Spuren in Aserbaidschan. In: Ingrid Pfluger-Schindlbeck (Hrsg.): Aserbaidschan, Land des Feuers. Geschichte und Kultur im Kaukasus. Reimer, Berlin 2008, ISBN 978-3-496-02820-8, S. 147–172 (Katalog der gleichnamigen Ausstellung, Ethnologisches Museum Berlin, 27. August bis 16. November 2008).